# 巩乃斯镇
巩乃斯镇（維吾爾語：كۆڭگۆسىنغول بازىرى‎，拉丁维文：Könggösinghol Baziri），是中华人民共和国新疆维吾尔自治区巴音郭楞蒙古自治州和静县下辖的一个镇。2011年12月批准由巩乃斯沟乡改制为巩乃斯镇。

## 行政区划
巩乃斯镇下辖以下地区：
阿尔先郭勒村、浩依特开勒村、巩乃斯郭楞村和巩乃斯林场村。